# Polygrammodes seyrigalis
Polygrammodes seyrigalis là một loài bướm đêm trong họ Crambidae.